# Sebuzín

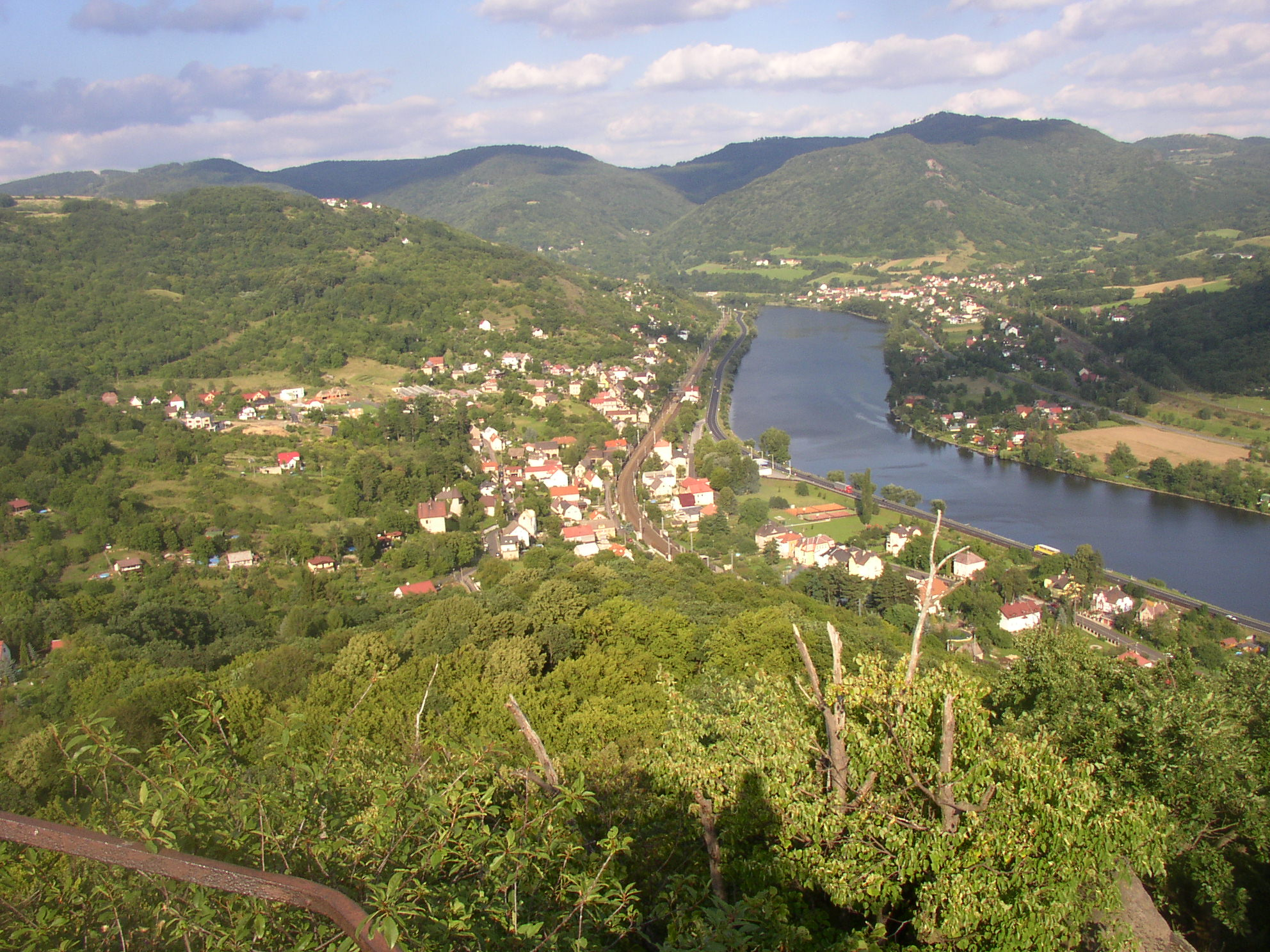
Sebuzín (v pozadí na pravém břehu) a Dolní Zálezly (blíže na břehu levém) pohledem od západu, z vyhlídky Mlynářův kámen

Sebuzín (německy: Sebusein) dříve samostatná obec, dnes součást krajského města Ústí nad Labem, městského obvodu Ústí nad Labem-Střekov. Od centra města je však Sebuzín vzdálen 12 km na jih proti proudu řeky Labe. Nachází se v CHKO České středohoří, na pravém břehu řeky Labe (143 m n. m.) při ústí Tlučeňského potoka; níže pod Sebuzínem se do Labe vlévá další z drobných přítoků, Rytina a Němčický potok. V okolí se zvedají vrchy Krkavčí skála, Varhošť, Trabice a Deblík. K roku 2011 zde žilo 443 obyvatel.

## Etymologie
Název Sebuzín má prvopočátky ve tvaru Chcebuzín, jež vznikl dvojí přivlastňovací příponou slovanského osobního jména Chcebud. Pro usnadnění výslovnosti se později několika hláskovými změnami transformoval v Sebuzín. Německý název sídla je Sebusein a mezi kdysi používané tvary patří též Zobijzijn, Sebusin, Zobzin, Chcziebuzin, Czebussin, Sdebuzin, Zebuzyn, Sebuzyn či Sobuzyn.

## Současnost
V dnešní době převládá v Sebuzíně poklidný život, bývalé sady, které dříve živily celou vesnici, už jsou téměř všechny vymýceny a nahrazeny stavebními parcelami. Je zde i fotbalový tým TJ Sebuzín, který hraje 2. ligu okresního přeboru, který zároveň sbližuje obyvatele obce, kteří chodí na domácí zápasy fandit. V blízkosti hřiště je i střelnice, na kterou je po domluvě možno si jít zastřílet každý všední den. V obci funguje i občanské sdružení Za Sebuzín krásnější, z.s. (http://www.zasebuzinkrasnejsi.cz/) které upěvňuje vztahy místních. Pořádá nejrůznější akce např.: Stavba Májky, Pálení čarodějnic, Dětský den, Rozsvěcení vánočního stromečku, Sebuzínský ples na Větruši atd.

## Historie

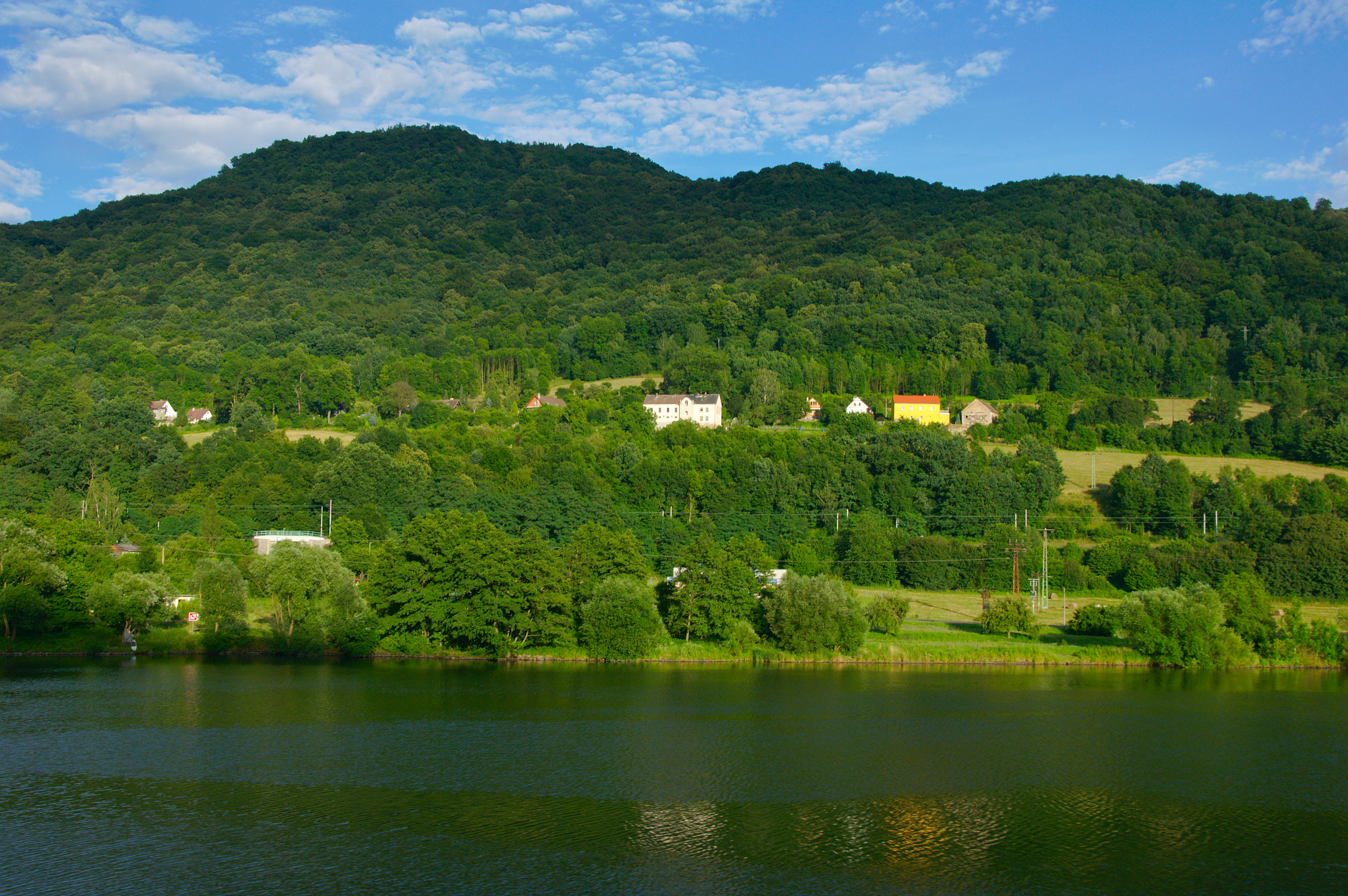
Obec z druhé strany Labe

Sebuzín je prvně zmiňován roku 1251. Sebuzín byl poddanskou vesnicí. Za třicetileté války byl vypleněn. Škola je ve vsi poprvé zmiňována roku 1774. Roku 1827 většinu domů zničil požár. V roce 1855 tu řádila epidemie cholery. Obyvatelé se živili pěstováním ovoce (třešně, meruňky, jablka, broskve, hrušky), které se po Labi vyváželo do Německa. Do roku 1960 byl Sebuzín součástí litoměřického okresu. Od roku 1980 je součástí města Ústí nad Labem.

## Demografie
| Rok            | 1869 | 1880 | 1890 | 1900 | 1910 | 1921 | 1930 | 1950 | 1961 | 1970 | 1980 | 1991 | 2001 | 2011 |
| -------------- | ---- | ---- | ---- | ---- | ---- | ---- | ---- | ---- | ---- | ---- | ---- | ---- | ---- | ---- |
| Počet obyvatel | 539  | 547  | 536  | 566  | 669  | 652  | 679  | 537  | 551  | 479  | 438  | 347  | 366  | 443  |
| Počet domů     | 78   | 111  | 104  | 104  | 110  | 109  | 123  | 119  | 147  | 116  | 129  | 119  | 139  | 153  |

## Doprava

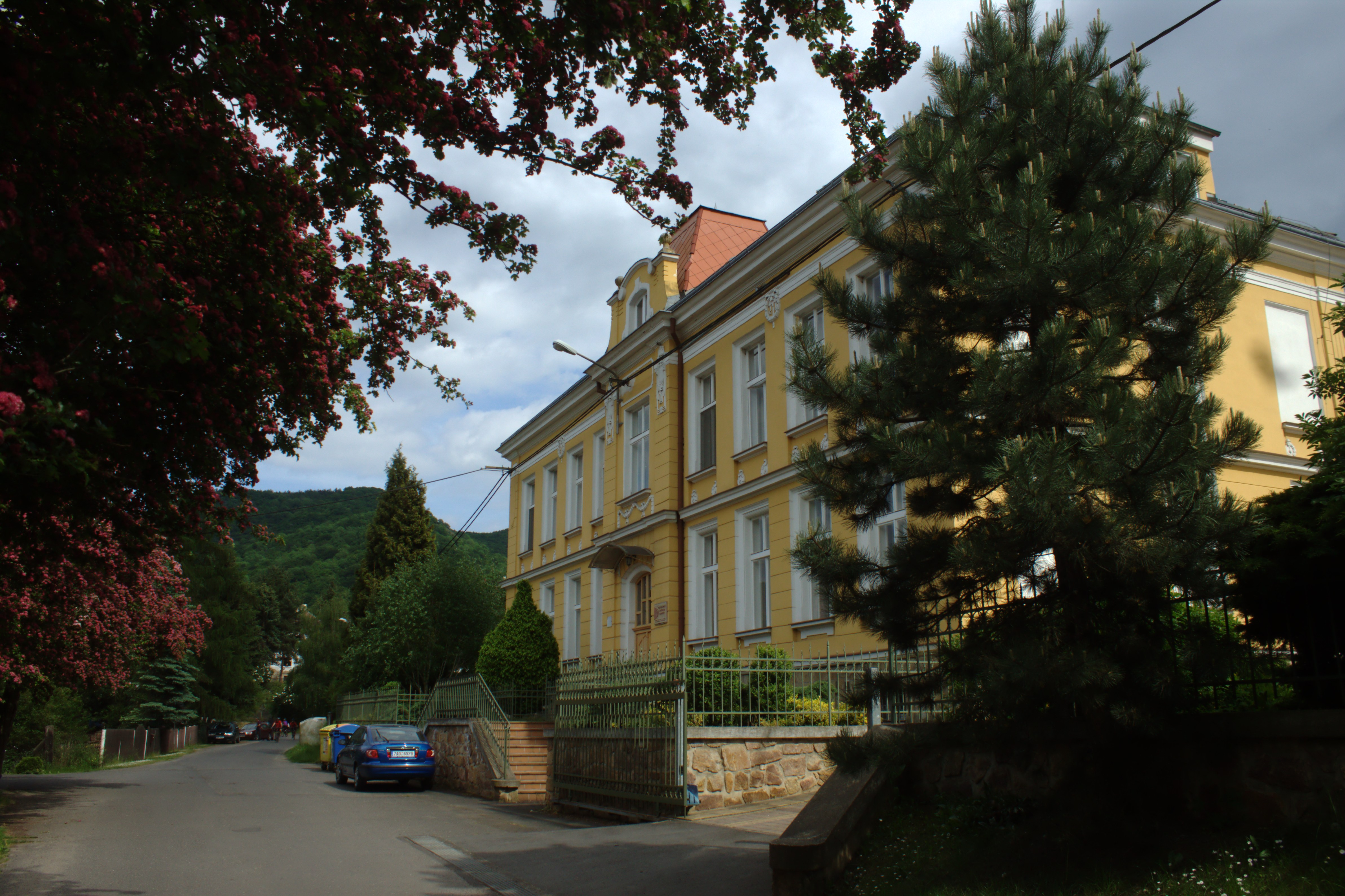
Bývalá škola v Sebuzíně.

Obec leží na silniční komunikaci druhé třídy číslo 261 z Liběchova přes Litoměřice do Děčína. Silnice byla po zimě 2011 opravena, byla silně poničena, jednak kvůli velké zimě a jednak kvůli nákladním automobilům jezdících z kamenolomu poblíž Velkých Žernosek do Ústí nad Labem. Skrz obcí prochází dvoukolejná elektrifikovaná železniční trať číslo 072 Lysá nad Labem - Ústí nad Labem. Dostupnost vlakem do Ústí nad Labem a do Litoměřic je poměrně uspokojivá, avšak stanice i s příjemnou čekárnou leží dál od obce a nyní zde zastavují jen některé osobní vlaky. Další, poměrně přijatelný způsob jak se dostat do Ústí nad Labem je možnost MHD. Autobusy jsou poměrně kvalitní a nyní obec ve špičkách obsluhují dokonce dlouhé autobusy a tudíž nejsou tak přeplněné. Vsí Sebuzín prochází také cyklostezka, která vede z Velkých Žernosek podél Labe až do Německa.

## Pamětihodnosti
- Kaple svatého Vincence Ferrarského – Barokní kaple stojí nad návsí ve středu obce. Postavena byla v roce 1745, v její nice se nachází plastika Ježíše Krista. Ve věžičce se nachází litinový zvon. Uvnitř kaple je pouze malý oltář. Sakrální stavba je kulturní památkou.[6]